# Raphael Brunner (Musiker 1993)

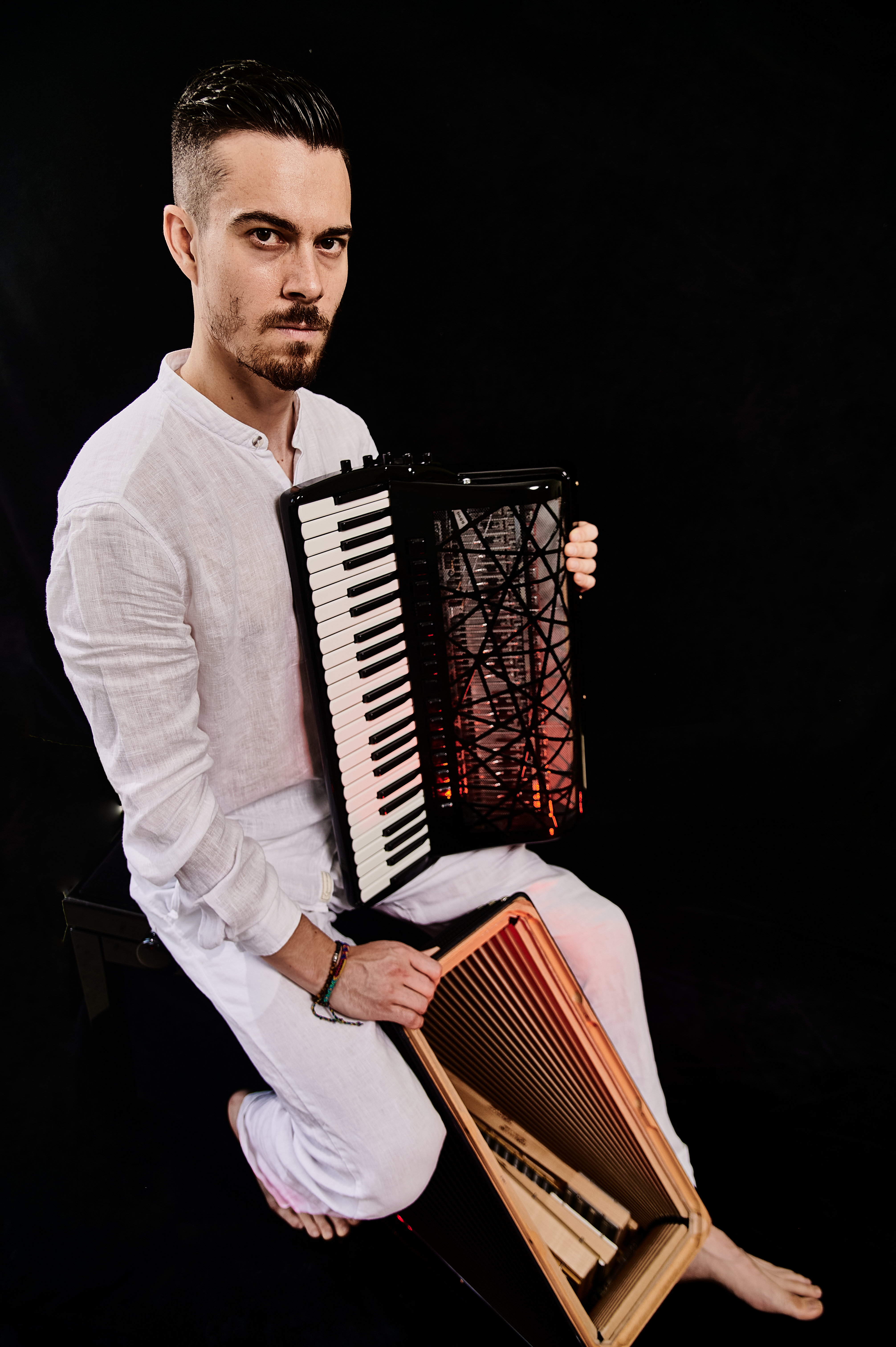
Raphael Brunner, Akkordeonist

Raphael Brunner (* 1993 in Lustenau, Österreich) ist ein österreichischer Akkordeonist und Komponist.

## Leben und musikalische Karriere
Raphael Brunner wurde 2007 in die Förderklasse für musikalisch Hochbegabte am Vorarlberger Landeskonservatorium Feldkirch aufgenommen, wo er in der Akkordeonklasse von Goran Kovačević studierte. Das Bachelorstudium schloss er 2015, das künstlerische Diplomstudium 2017 mit Auszeichnung ab. Meisterkurse absolvierte er bei Stefan Hussong, Friedrich Lips, Andres Nebl, Grzegorz Stopa, Teodoro Anzellotti und Hans Günther Kölz.
Brunner ist mehrfacher Preisträger und Gewinner verschiedener internationaler Wettbewerbe, darunter Coupe Suisse de l‘accordeon, Rising Stars der Berliner Philharmonie, Accordion Star International USA, Solistenwettbewerb des Vorarlberger Landeskonservatoriums (VLK), Prima la musica, Podiumskonzertreihe in Liechtenstein, Jovenes Interpretes in Kolumbien sowie interdisziplinäre Musikpreise wie der „Hugo“ der Montforter Zwischentöne in Feldkirch sowie der Musik Plus des Rotary Club Vorarlberg. Mit dem Ensemble Das Kollektiv Duo gewann Brunner 2021 die Akkordeon-Weltmeisterschaft in München, den Coupe Mondiale, in der Kategorie Kammermusik. 2022 erhielt er den Anerkennungspreis, Kulturpreis Vorarlberg für die Interpretation zeitgenössischer Musik.
Seine vielfältige Konzerttätigkeit führte ihn an die Philharmonie Luxembourg, das Wiener Konzerthaus, die Philharmonie Berlin, das Theater St. Gallen, das Bregenzer Festspielhaus und das Kulturzentrum Radialsystem V in Berlin. Außerdem machte er Tourneen durch Europa, Lateinamerika und Asien. Als Bühnenmusiker spielte Brunner bei verschiedensten Opern- sowie Theater- und Tanzproduktionen, wie bei den Bregenzer Festspielen, am Theater St. Gallen, am TAK Theater in Schaan (Liechtenstein) und an der Philharmonie Luxembourg.
Neben dem Musizieren unterrichtet Brunner an der Musikschule Vaduz in Liechtenstein. Darüber hinaus wird er regelmäßig als Juror bei den Wettbewerben Prima la musica in Österreich, Jugend musiziert in Deutschland sowie bei der Akkordeon-Weltmeisterschaft Coupe Mondiale eingeladen.
Bis Anfang 2023 veröffentlichte er zusammen mit dem kolumbianischen Flötisten Juan Carlos Diaz Bueno unter dem Namen Das Kollektiv Duo drei CDs mit Werken aus der Klassik, Moderne, Folklore, Jazz, Tango-Nuevo sowie eigenen Kompositionen.

## Preise und Auszeichnungen (Auswahl)
- 2021: Coupe Mondial (International Accordion Competition), 1. Platz mit Caminando, Das Kollektiv Duo in der Kategorie „World Music Ensemble“[6]
- 2021: 1. Preis Rising Stars Grand Prix in Berlin, Das Kollektiv Duo[7]
- 2022: 1. Preis Accordion Star International Competition in den USA, Das Kollektiv Duo
- 2022: Anerkennungspreis Kulturpreis Vorarlberg (Interpretation Zeitgenössischer Musik)

## Diskographie
als Das Kollektiv Duo (Raphael Brunner und Juan Carlos Diaz Bueno)
- 2017: Timeless, Wahn Records[8]
- 2020: Plátano, Wahn Records[9]

Das Kollektiv Duo zusammen mit Goran Kovačević und Peter Lenzin
- 2022: No Limits, Wahn Records[10]